# Salford City FC
Salford City FC är en fotbollsklubb i Salford, Greater Manchester, i England som bildades år 1940. Hemmamatcherna spelas på Moor Lane. Klubben spelar sedan säsongen 2019/2020 i League Two. 2014 köptes klubben upp av Project Ltd 92 som består av affärsmannen Peter Lim samt fem före detta Manchester Unitedspelare ("The Class of '92"). David Beckham blev ännu en delägare år 2019. Klubben gick igenom en mängd förändringar, både av och på planen. Loggan och klubbens färger ändrades till många av supportrarnas missnöje. Samtidigt förde de nya ägarna med sig en förhöjd budget och gav klubben möjligheten att köpa nya, bättre spelare. Detta ledde till att klubben klättrade hela vägen från 8:e divisionen till 4:e på bara 5 år.

## Rivalitet
Klubbens främsta rivaler är United of Manchester och Maine Road.